# Euphorbia tetracanthoides
Espèce
Statut de conservation UICN

 EN B1ab(i,ii,iii,iv,v)+2ab(i,ii,iii,iv,v) : En danger
Euphorbia tetracanthoides est une espèce de plantes à fleurs de la famille des Euphorbiacées. C'est une plante succulente endémique de Tanzanie.